# كأس تشيلي 2011
كأس تشيلي 2011 (بالإسبانية: Copa Chile 2011)‏ هو الموسم 32 من كأس تشيلي. كان عدد الأندية المشاركة فيه 75، وفاز فيه نادي أونيفرسيداد كاتوليكا.